# Sofia Domeij
Anna Sofia Domeij, född 22 oktober 1976 i Ljusdal, Gävleborgs län, är en svensk före detta längdskidåkare och skidskytt. Hon är även civilingenjör i teknisk kemi. Hon bor i Örnsköldsvik.
Hon debuterade i VM-sammanhang i samband med skidskytte-VM i Antholz 2007 och slutade på tjugoandra plats. Hennes tränare var Wolfgang Pichler.
Den 2 september 2011 meddelande Domeij att hon slutar som skidskytt.
Hon är sedan 2018 ordförande i Svenska Skidskytteförbundet, och invaldes 2023 i Riksidrottsstyrelsen.

## Klubbar
- Övik Skidskytte
- Husum Skidor Elit